# Jaguar azul

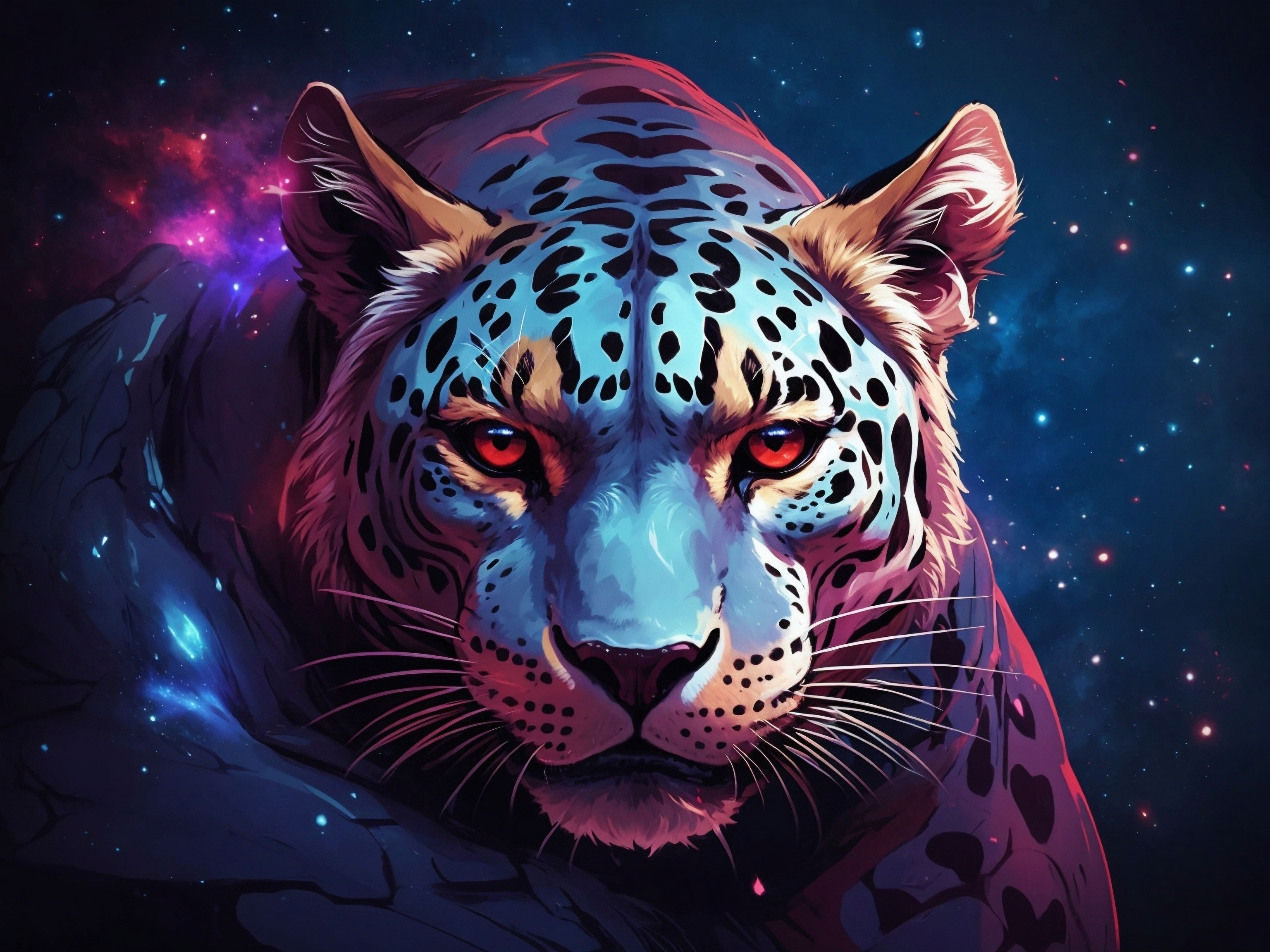
Representação artística de Jaguarový, o Jaguar Azul da mitologia Guarani

O Jaguar Azul (Jaguarový ou Charía), também conhecido por Onça Celeste, é um ser primordial maligno da mitologia tupi-guarani. O povo guarani acredita que os eclipses solares e lunares são ocasionado por esta entidade. Dizem que chegará o dia em que Charía com grande fúria destruirá as estrelas e a humanidade.
Este ser calamitoso é descrito como uma onça de tamanho colossal, tanto que somente seu olho direito é representado pelas estrelas vermelhas de Antares, da constelação de Escorpião, e de Aldebaran, da constelação de Touro. As duas constelações ficam opostas no zodíaco e isso demonstraria a vastidão do ser que se localiza em dois espaços opostos no cosmos. Curt Nimuendajú, que viveu parte de sua vida com os Apapokúva, o descreve como a aparência de um  belo cão, grande mas não gigantesco, e seu pelo seria de um maravilhoso azul-celeste.
Ainda, segundo o notável etnólogo, este ser completamente sobrenatural e imortal, é contido hoje pelo deus criador Ñanderuvuçú, abaixo de sua rede onde espera o dia em que será solto para destruir a humanidade. Sendo que nem o guerreiro mais destemido escaparia de suas garras. Apesar dos guarani atrelarem os eclipses ao Jaguar Azul, Nimuendajú afirma que de todos os guaranis, somente os Apapokúva e seus parentes próximos atribuem os eclipses ao Morcego Eterno ou Originário (Mbopí recoypý).

## O mito
Conta-se que desde os primórdios do tempo e do espaço, quando Guaraci e Jaci ainda viviam na Terra, antes mesmo de se estabelecerem no céu como sol e lua, viveram juntos diversas aventuras, um dia os dois encontraram Charía pescando em um rio, e decidiram o importunar. Guaraci mergulhou no rio e segurou o anzol simulando um peixe fisgado. Quando a onça puxou caiu para trás vendo que nada havia pescado. Guaraci repetiu o gesto por três vezes e em todas Charía caiu de costas. O seu irmão mais novo Jaci, vendo isto, decidiu também caçoar da onça, porém quando Jaci mergulhou indo em direção ao anzol, Charía o fisgou e o matou com um bastão de madeira e o levou para casa como se fosse um pescado, para cozinhar com a sua mulher. Quando estavam cozinhando, Guaraci chega e é convidado a comer, agradece dizendo que aceitaria apenas um pouco de caldo de milho, mas pede que eles não jogassem fora os ossos do "peixe", pois queria os levar consigo. Mais tarde, longe dali, Guaraci utilizando de sua própria divindade, ressuscita seu irmão.
Na mentalidade tupi-guarani, um eclipse lunar seria portanto o deus Jaci sendo devorado por completo por Charía, sendo a cor avermelhada do eclipse lunar o sangue de Jaci que a oculta. As fases da lua seriam portanto o processo das dilacerações ocasionadas pelo abocanhamento de Charía. Contudo após Guaraci ressuscitar seu irmão, a lua retorna em toda a sua completude na forma de lua cheia.
Portando um medo ainda paira sobre os tupi-guarani. Acreditam que Charía após se alimentar de Jaci, também consiga devorar Guaraci, ocasionando na completa escuridão e destruição do mundo. Por isso também o eclipse solar. Os eclipses seriam portanto o embate entre essas três entidades.
Para que não haja essa completa destruição, durante esses fenômenos astronômicos, os indígenas fazem rituais onde com muito barulho tentam espantar a entidade maléfica antes que ela também devore o sol. O próprio povo guarani diz ter a responsabilidade de manter essas tradições juntamente com a orientação dos deuses nas opys à fim de salvar a humanidade da destruição e também conduzir os guaranis ao paraíso Yvy Marã Ey. Para eles se os seus costumes e o povo guarani desaparecerem seria o fim de tudo.